# Rong Hao
Rong Hao (7 de abril de 1987) é um futebolista profissional chinês que atua como defensor.

## Carreira
Rong Hao representou a Seleção Chinesa de Futebol na Copa da Ásia de 2011.